# Förordningen om elektronisk identifiering och betrodda tjänster

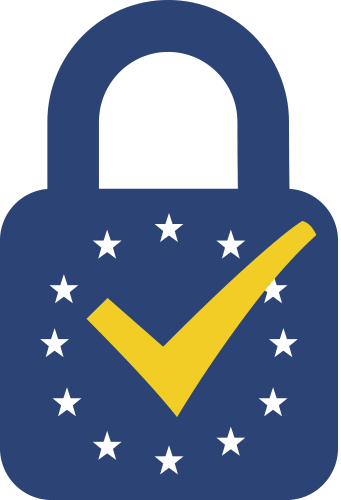
Officiellt emblem för eIDAS

Förordningen om elektronisk identifiering och betrodda tjänster, även känd som förordning (EU) nr 910/2014 eller eIDAS-förordningen, är en europeisk förordning som reglerar elektronisk identifiering och betrodda tjänster för elektroniska transaktioner (engelska: Electronic Identification, Authentication and Trust Services, eIDAS) inom Europeiska unionen. eIDAS-systemet syftar till att harmonisera de olika nationella system för bland annat e-legitimationer och digitala signaturer som utvecklats i unionens medlemsstater. På så sätt är tanken att det ska vara enklare för privatpersoner och företag att identifiera sig och använda elektroniska tjänster i andra medlemsstater än den där de är bosatta eller verksamma i.
Förordningen utfärdades av Europaparlamentet och Europeiska unionens råd den 23 juli 2014 och blev fullt tillämplig den 29 september 2018. eIDAS-systemet består huvudsakligen av två delar. Den första rör betrodda tjänster och vilka krav som ställs på sådana tjänster. I Sverige är PTS ansvarig myndighet för denna del. Den andra delen rör elektronisk identifiering. I Sverige är Myndigheten för digital förvaltning (DIGG) ansvarig myndighet för den delen.
Den 3 juni 2021 presenterade Europeiska kommissionen ett lagförslag om införandet av ett europeiskt ramverk för digital identitet för att ytterligare förenkla gränsöverskridande elektronisk identifiering, inklusive en europeisk digital identitetsplånbok. För att träda i kraft var förslaget tvunget att godkännas av Europaparlamentet och Europeiska unionens råd. I juni 2023 kom Europaparlamentet och rådet överens om lagförslaget, och det godkändes slutligen i november 2023. Den nya förordningen antogs den 11 april 2024 och trädde i kraft den 20 maj 2024.

## Betrodd tjänst
En betrodd tjänst är en elektronisk tjänst som skapar, kontrollerar, validerar eller bevarar elektroniska underskrifter.
Betrodda tjänster kan även användas för elektroniska stämplar, certifikat för autentisering av webbplatser, elektroniska tidsstämplingar eller för elektroniska tjänster för rekommenderade leveranser och certifikat med anknytning till dessa tjänster. 
eIDAS-förordningen reglerar följande betrodda tjänster:
- Utfärdande av certifikat för elektroniska underskrifter och stämplar
- Skapande av elektroniska underskrifter och stämplar
- Validering av elektroniska underskrifter och stämplar
- Bevarande av elektroniska underskrifter och stämplar
- Tidsstämpling
- Elektronisk rekommenderad leverans
- Certifikat för autentisering av webbplatser

Betrodda tjänster som används inom ett slutet system och av ett begränsat antal användare är undantagna från eIDAS-förordningen.

## Elektronisk identifiering
För elektronisk identifiering är Myndigheten för digital förvaltning (DIGG) ansvarig myndighet i Sverige. De hette tidigare e-legitimationsnämnden. De ansvarar bland annat för den svenska landsnoden för EID (elektroniskt id) som kallas Sweden connect.

## Elektroniska underskrifter
eIDAS definierar elektroniska underskrifter på följande sätt:
- Elektronisk underskrift: uppgifter i elektronisk form som är fogade till eller logiskt knutna till andra uppgifter i elektronisk form och som används av undertecknaren för att skriva under.

- Avancerad elektronisk underskrift: en elektronisk underskrift som uppfyller kraven enligt artikel 26.

- Kvalificerad elektronisk underskrift: en avancerad elektronisk underskrift som skapas med hjälp av en kvalificerad anordning för underskriftframställning och som är baserad på ett kvalificerat certifikat för elektroniska underskrifter.